# Lesjötjärnen
Lesjötjärnen är en sjö i Örnsköldsviks kommun i Ångermanland och ingår i Nätraåns huvudavrinningsområde. Sjöns area är 0,04 kvadratkilometer och den är belägen 289 meter över havet.